# 道隆寺 (鹿児島県肝付町)
道隆寺（どうりゅうじ）は、かつて鹿児島県肝属郡肝付町新富本城に存在した寺。

## 沿革
起源は肝付兼員が先祖の菩提のために1246年（寛元4年）に禅寺を建て、蘭渓道隆を開山としたとされる。
高山町（現肝付町）に伝わるところでは、蘭渓道隆は1243年（寛元3年）3月11日に商船で内之浦に着岸した。
道隆禅師が三カ年かけて彫刻した十一面観音が本尊とされ、仏台込みの全高４尺1寸4分(124.2cm)、仏像の頭頂より3尺7寸7分(112.1cm)で高山五仏のうち南方の一尊と称された。
観音には道隆が持参したという蜀江の錦の戸帳が掛けられていた。その後この戸帳は元禄の年に寺社奉行所に差し出され、長さ1尺6寸(48.5cm)横2尺(60.6cm)であったというが、現在は遺されていない。
1869年（明治2年）の廃仏毀釈により廃寺となった。

## 廃寺後
旧本城小学校南側の雑木林内の丘に道隆寺の跡があり、礎石、灯籠、墓石、磨崖五輪塔、宝塔、五輪塔、経塚、六地蔵、無縫塔、仁王像等が残されている。

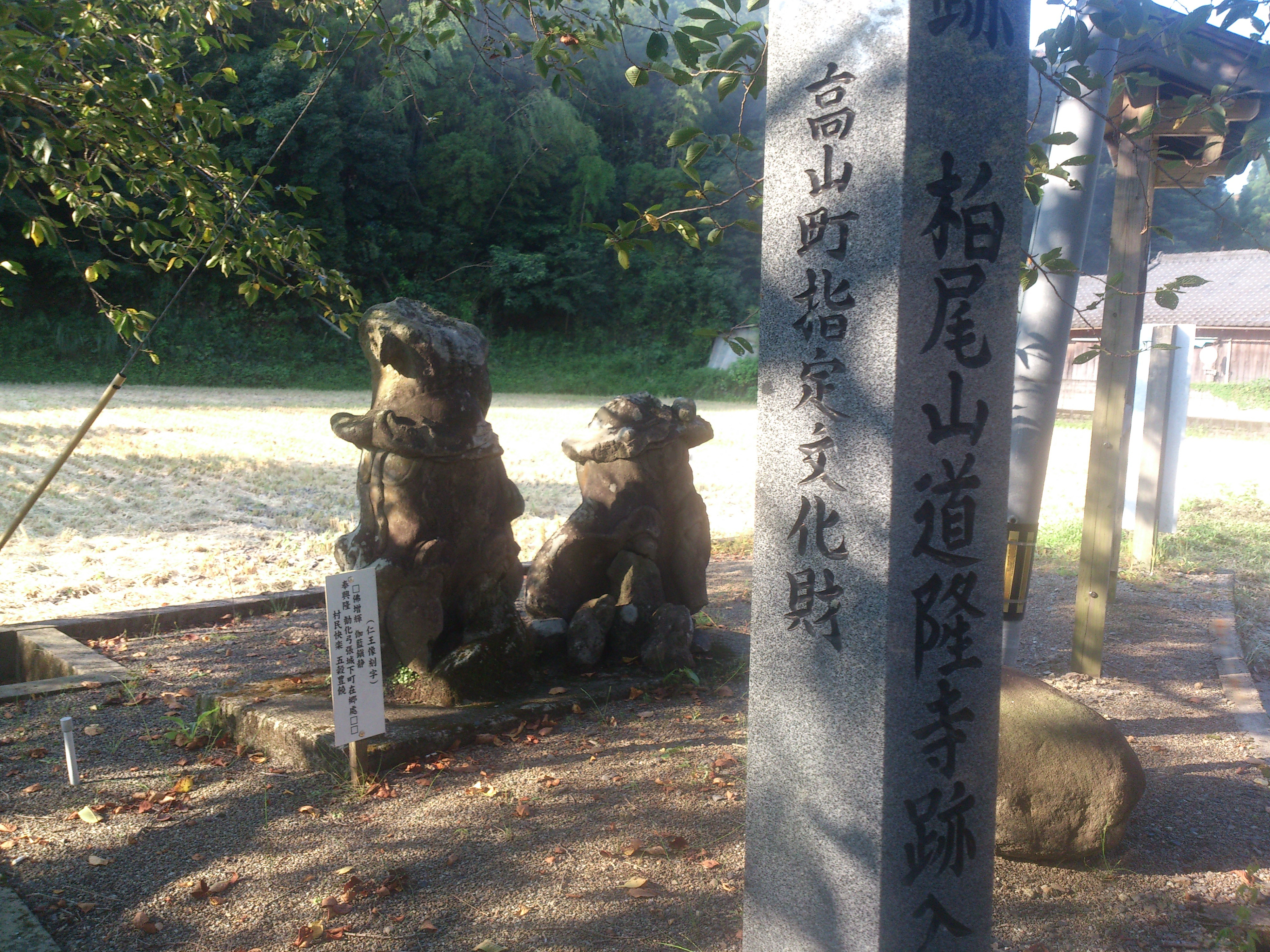
入口の仁王像
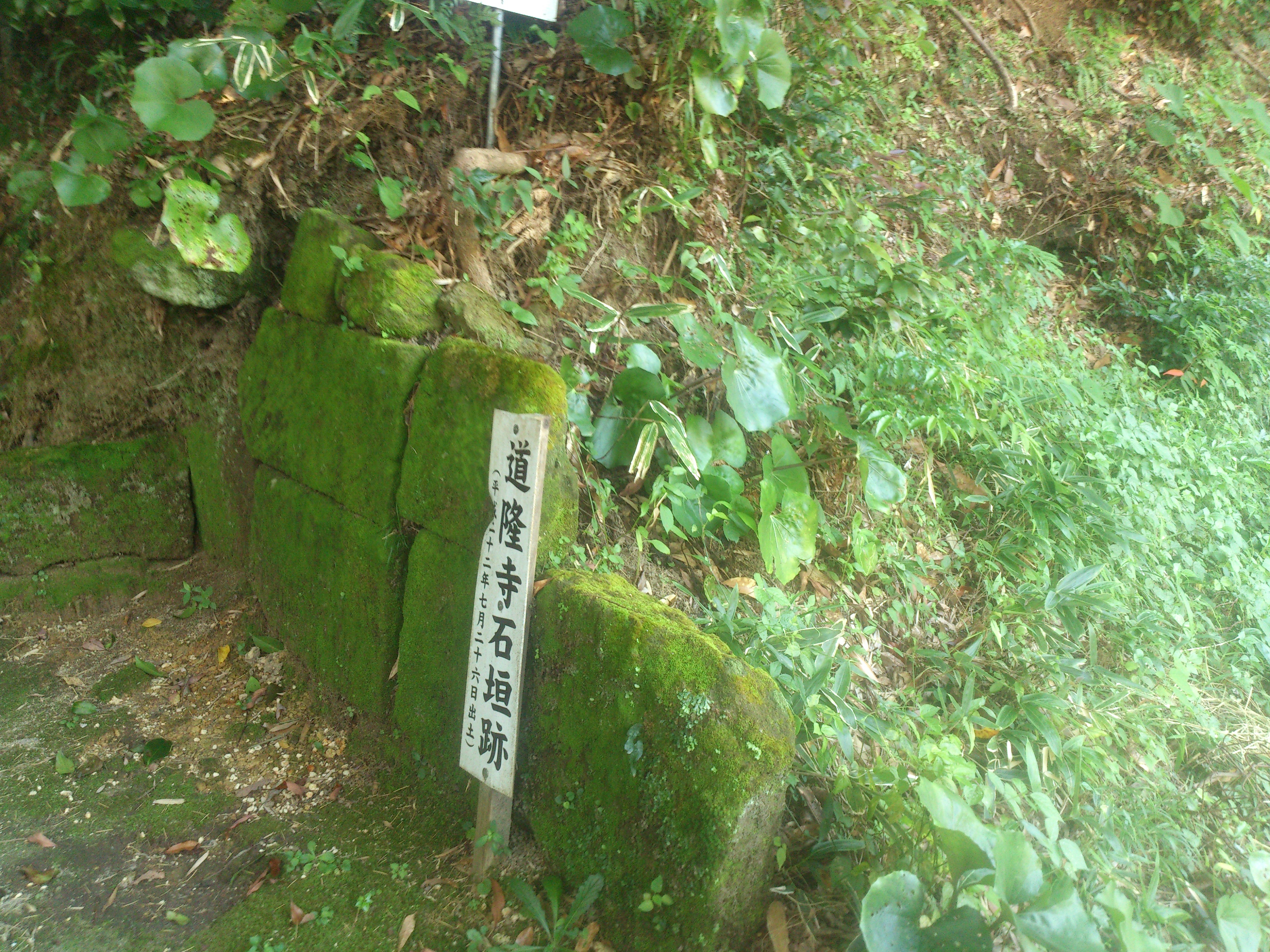
道隆寺石垣跡
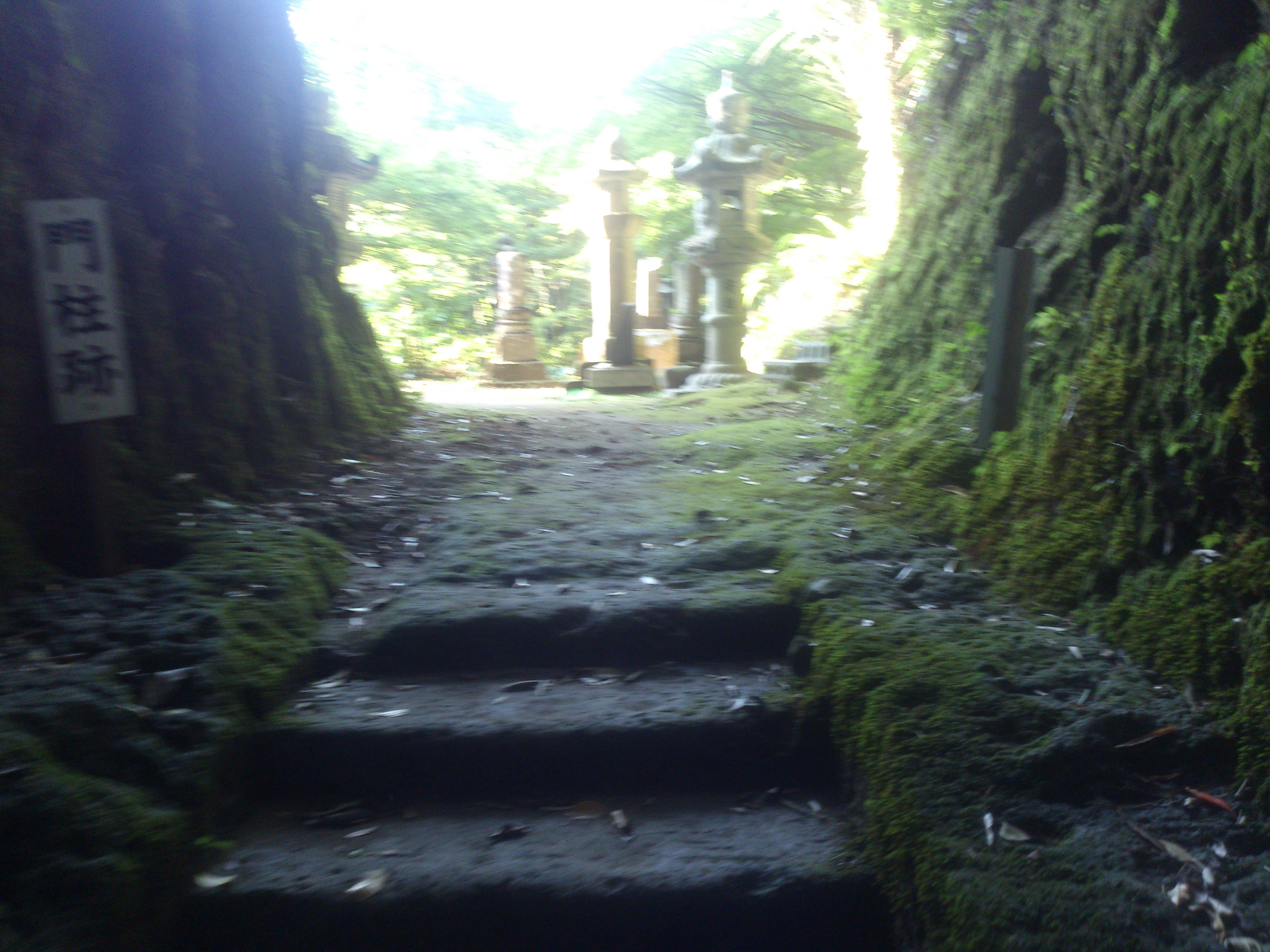
境内入口の石段と門柱跡
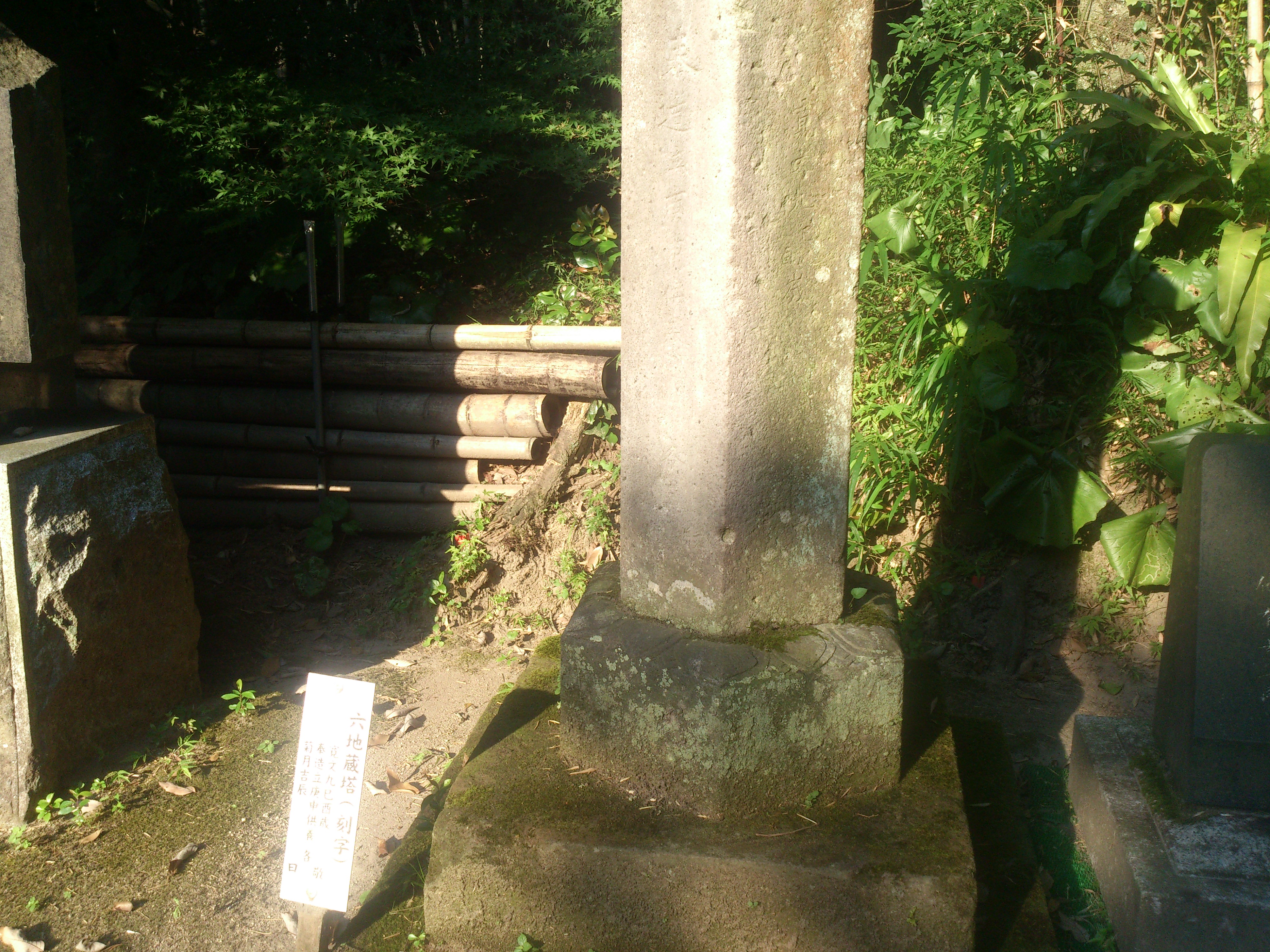
六地蔵塔
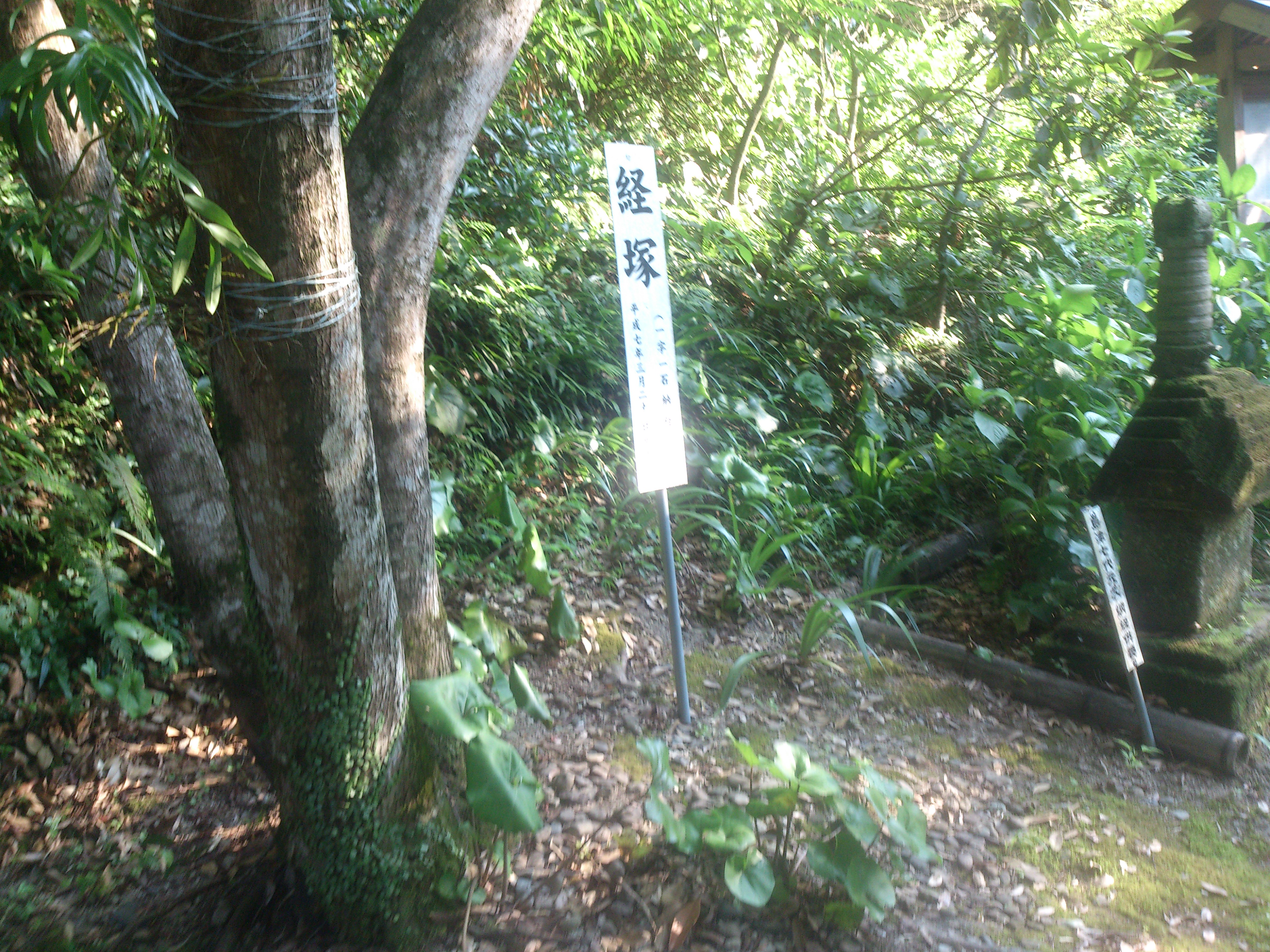
経塚
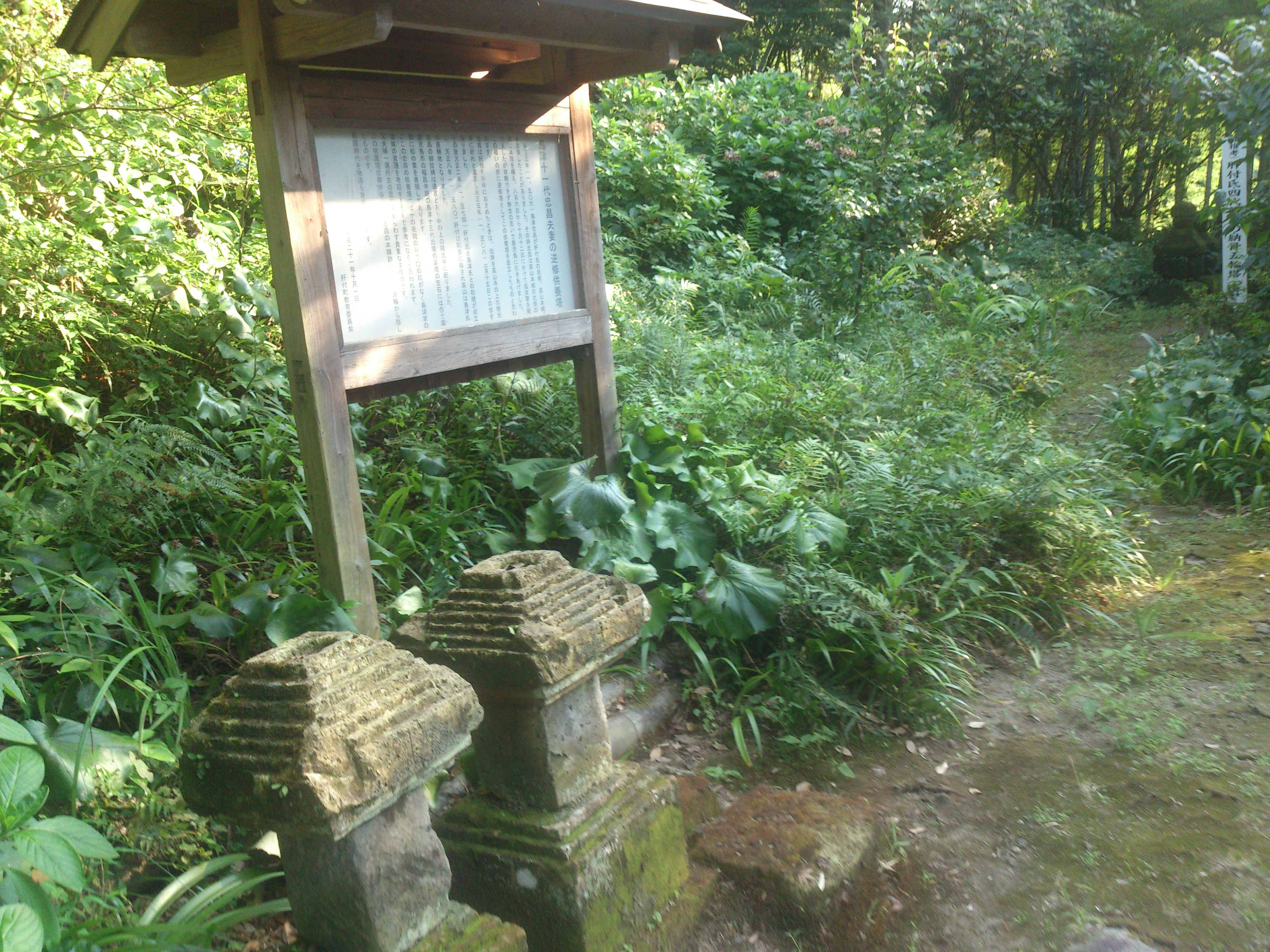
島津11代忠昌夫妻の逆修供養塔
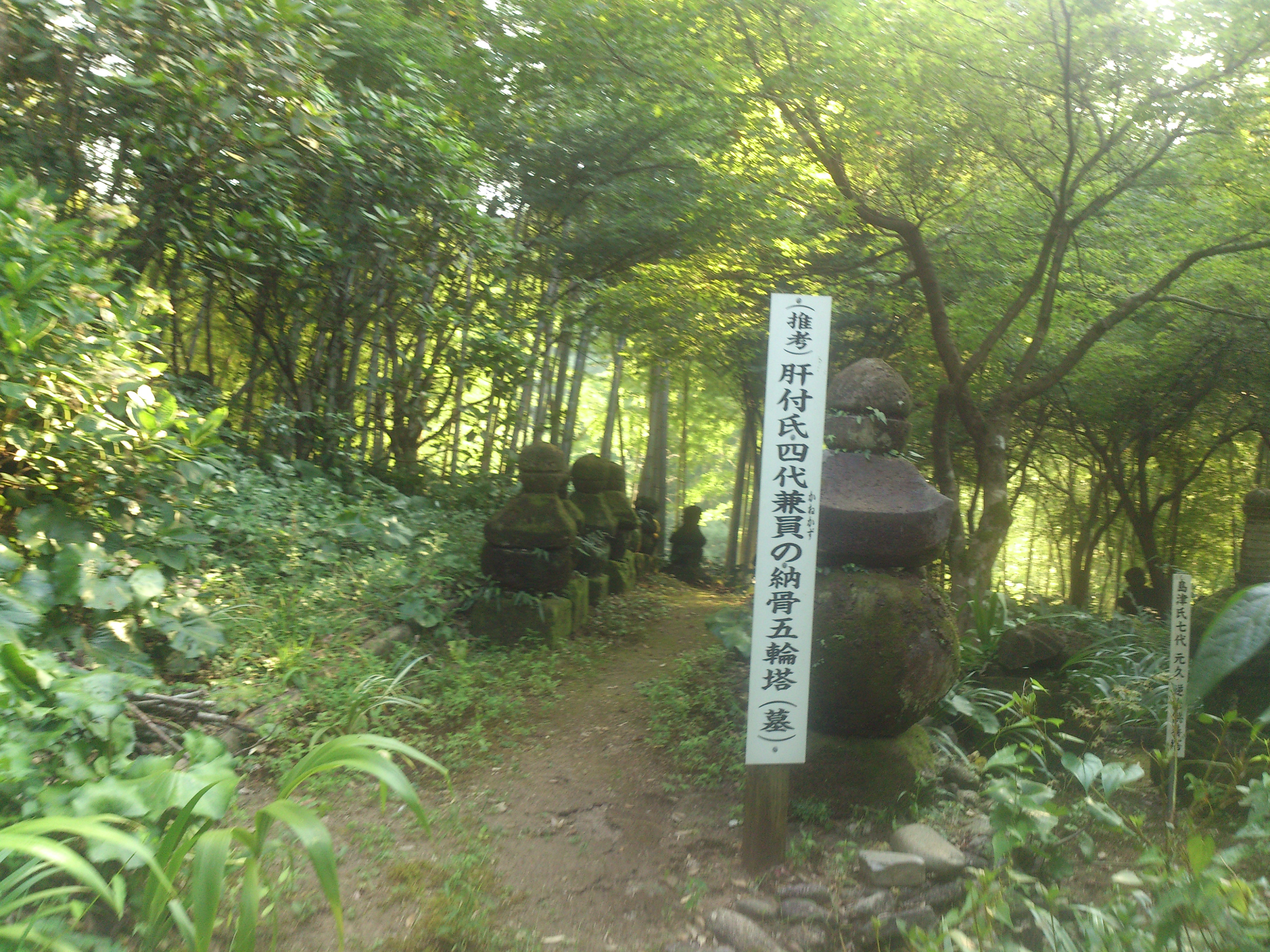
（推考）肝付氏4代兼員の納骨五輪塔（墓）
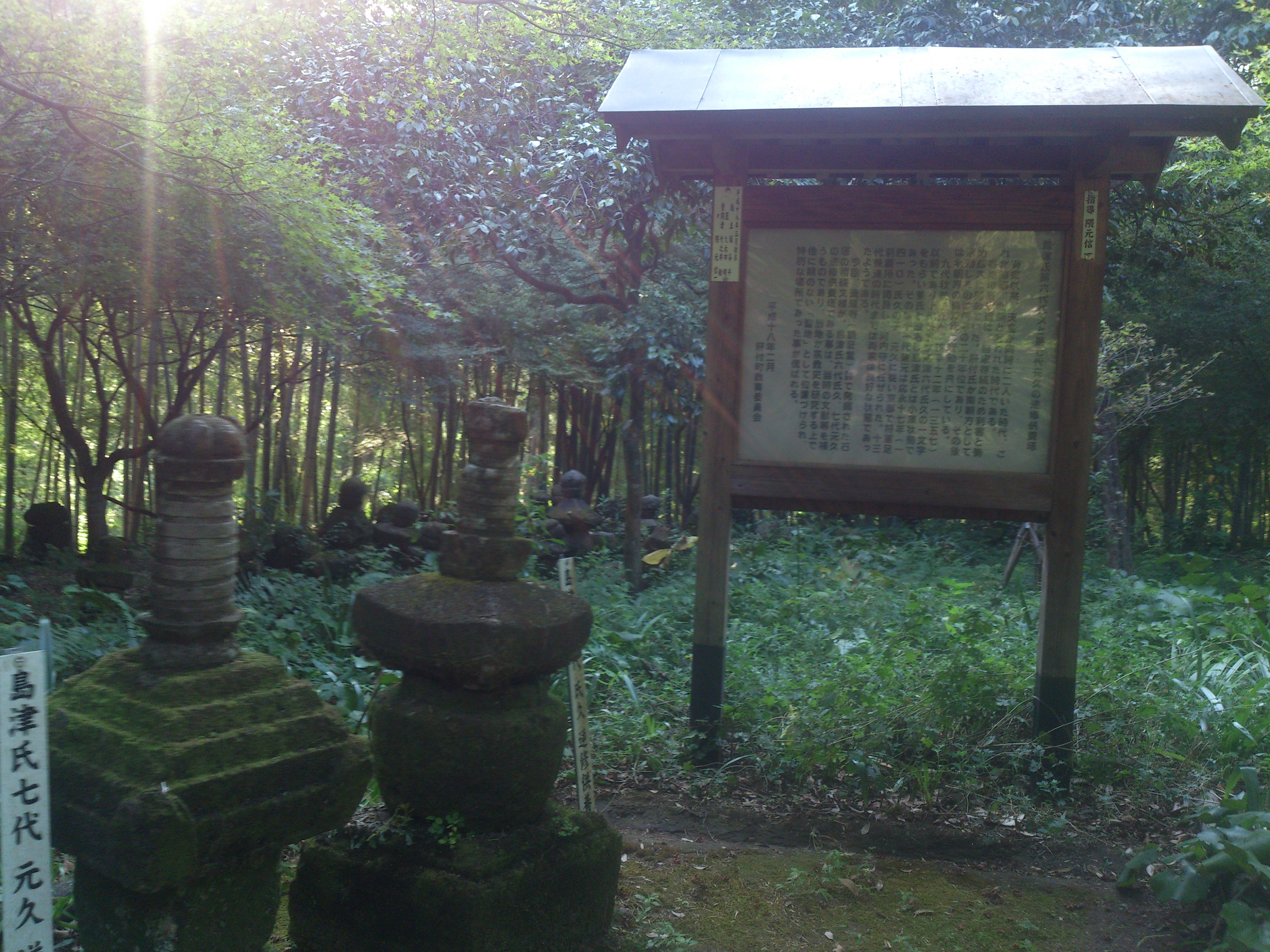
島津氏7代元久の逆修供養塔
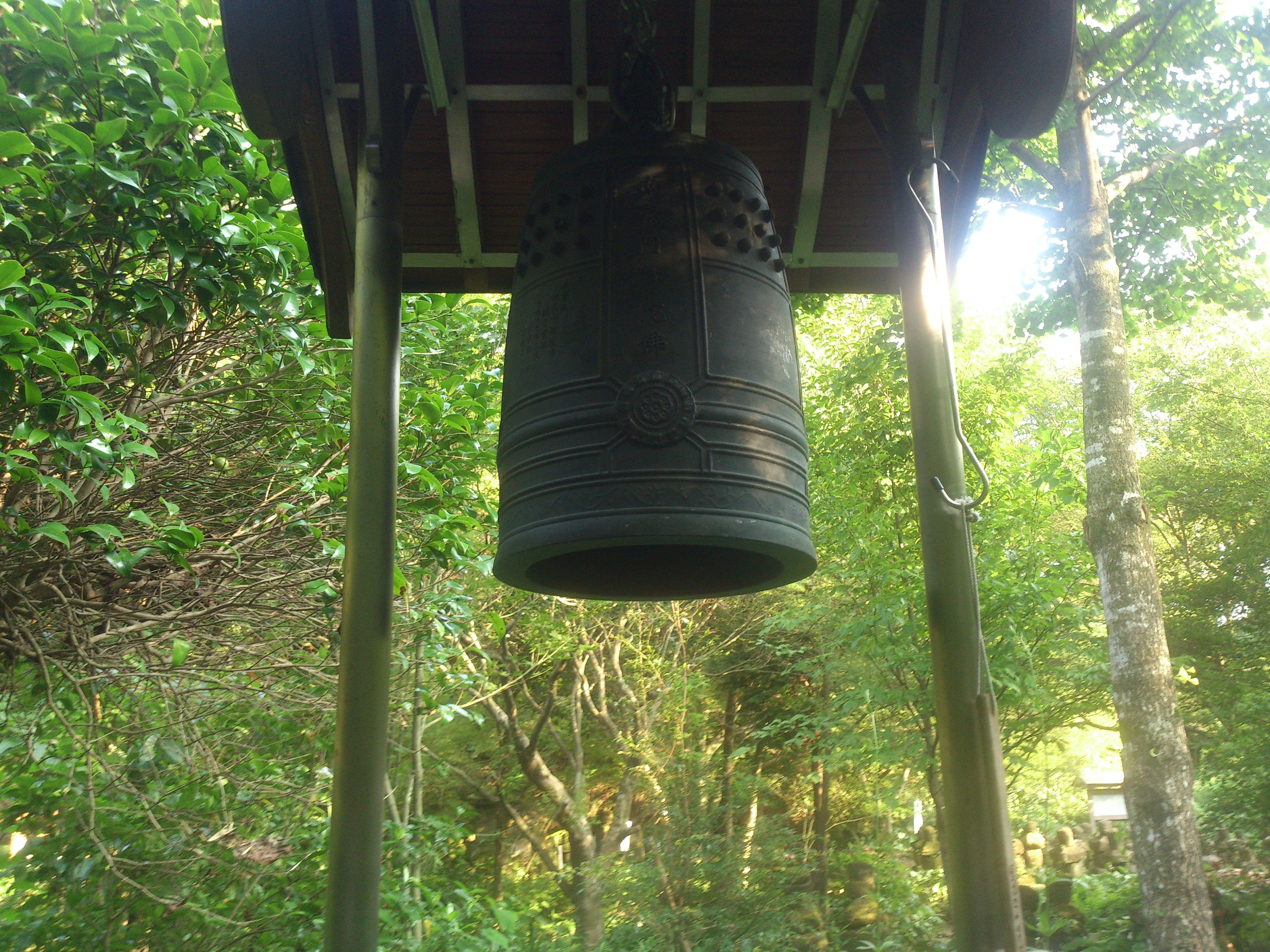
鐘

## 文化財

### 高山町（現肝付町）指定文化財
道隆寺跡（昭和46年（1971年）2月5日指定）
道隆寺の戸帳（昭和44年（1969年）7月指定）
島津日新公の長女であり肝付氏16代城主兼続の婦人である阿南御前より道隆寺に寄進された菊花刺繍布で、天文24年(1555年)2月18日の作品である。現在肝付町歴史民俗資料館に展示されている。

## 道隆寺にまつわる伝説

### 弁財天物語
ある日道隆寺の和尚庵に美少女がやってきて和尚は下女同様にこき使った。妾を囲っているのではとの悪い噂が朝廷にまで伝わり、捕吏がやってきたところ、急に闇夜のように暗くなり弁財天が現れた。この娘は十王童子の化身で、今は本城鎮守宮に神として祀られている。

### 道隆寺の池の大蛇
寺の西側の池に住んでいた大蛇が時々村の娘に悪事を働いていた。ある日、百姓に化けた大蛇が道隆和尚に「私は法水に浴したので、やっとわが身の苦患をのがれることができた」と云ったところ、和尚が「法志は一代じゃが、十年は余り短い」と云って百姓の額に「千」の字を書いた。すると百姓はそのまま横になり眠ってしまい、起き上がると大蛇の姿になり、どこかへ去っていった。その後本城川の淵に大蛇の死体がどくろを巻いて沈んでいた。池は埋まって田となり、ここを池田と呼び大蛇の功徳を記念している。

## 交通アクセス
- 本城集落センター（旧本城小学校跡地）に駐車可。徒歩約３分[7]。